# Ѯ
Ksi (Ѯ , ѯ) là một chữ cái của bảng chữ cái Cyrillic ban đầu, có nguồn gốc từ chữ cái Hy Lạp Xi (Ξ, ξ). Nó chủ yếu được sử dụng trong các từ mượn tiếng Hy Lạp, đặc biệt là các từ liên quan đến Nhà thờ.
Ksi đã bị loại khỏi bảng chữ cái tiếng Nga cùng với psi, omega và yus trong Civil Script năm 1708 (Grazhdanka của Peter Đại đế), và cũng đã bị loại khỏi các ngôn ngữ thế tục khác. Nó đã được khôi phục một thời gian ngắn vào năm 1710 và cuối cùng bị loại bỏ vào năm 1735. Mặc dù nó không còn được sử dụng trong phông chữ đánh máy, nó vẫn tiếp tục được sử dụng bởi nhà thờ và vì các giáo sĩ tích cực tham gia vào các cuộc điều tra dân sự, Ksi có thể được tìm thấy trong nhiều văn bản dân sự viết tay cho đến đầu những năm 1800.
Trong Civil Script thời Peter Đại đế, ksi cũng được viết tương tự như izhitsa có đuôi.
Nó đại diện cho "60" nếu được sử dụng như một số.